# Frauen und Macht
Frauen & Macht. Ein Manifest (englisch Women & Power: A Manifesto) wurde von der britischen Althistorikerin Mary Beard verfasst. Sie vertritt in ihrem Buch die These, dass Ausgrenzung von Frauen aus dem öffentlichen Raum eine fast 3000-jährige Kulturgeschichte habe, deren Mechanismen bis heute nachwirken und Frauen nach wie vor von Machtpositionen ausschließen.

## Inhalt

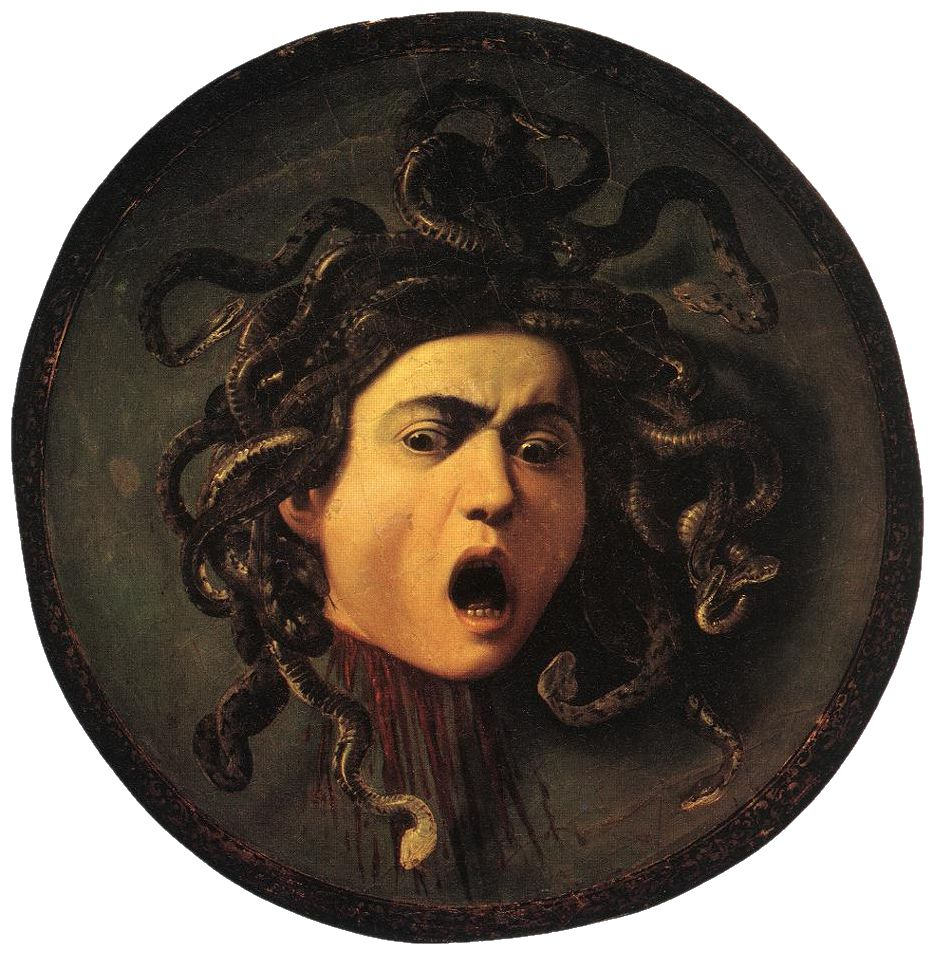
Bebilderung des Manifests: Caravaggios geköpfte Medusa wird mit Bildern heutiger Politikerinnen verfremdet, um ihre Auslöschung zu demonstrieren.

Bereits in einer der ältesten Dichtungen der abendländischen Literatur findet Beard Indizien über die Stellung der Frau im öffentlichen Raum. In seiner Odyssee lässt Homer des Odysseus Sohn Telemachos seine Mutter Penelope mit den Worten tadeln: „Du aber, gehe ins Haus und besorge die eigenen Geschäfte,/ Spindel und Webstuhl ... die Rede ist Sache der Männer,/ Aller, vor allem die meine! Denn mein ist die Macht hier im Hause.“ Auch in der Bildenden Kunst weist sie am Medusa-Mythos männliche Überlegenheitsrituale nach, die bis in den amerikanischen Präsidentschaftswahlkampf zwischen Donald Trump und Hillary Clinton reichen. Anhand kultureller Zeugnisse zeichnet Beard die Geschichte der Frauenfeindlichkeit bis heute nach, die sie nach wie vor in sozialen Medien erlebt. Sie fordert in ihrem Manifest, Macht neu zu denken und anders zu verteilen. Beispielhaft zeigt sie an den Gründerinnen der Black-Lives-Matter-Bewegung, wie Frauen ohne Prominentenstatus gesellschaftsverändernde Bewegungen initiieren können.

## Entstehungsgeschichte
Das Werk basiert auf zwei im Londoner British Museum gehaltenen Vorträgen, in denen Beard sich der öffentlichen Rede von Frauen sowie kulturbedingten diskriminierenden Unterdrückungsmechanismen widmet. Die 2014 und 2017 gehaltenen Vorträge wurden von der London Review of Books in Auftrag gegeben und in den Jahren der Entstehung erstmalig unter den Titeln „The Public Voice of Women“ und „Women in Power“ veröffentlicht. Sie wurden sowohl über Radio als auch Fernsehen verbreitet. Nach einer Überarbeitung erschienen die englischsprachigen Inhalte 2017 in dem zusammengefassten Werk „Women & Power“, das im Jahr 2018 von Ursula Blank-Sangmeister unter Mitarbeit von Janet Schüffel übersetzt und vom Fischer Verlag herausgegeben wurde.

## Rezeption
Beards Manifest erschien im Verlauf der #MeToo-Debatte, die in der Folge des Weinstein-Skandals das Ausmaß sexueller Übergriffe in den sozialen Medien sichtbar machte. Als Stimme des Feminismus avancierte das Buch zum Nr.1-Bestseller in Großbritannien sowie zum Spiegel-Bestseller.
Kritisch diskutiert wird Beards variiertes Machtkonzept, nach dem die Wirksamkeit des Handelns und nicht die reine Machtfülle als solche entscheidend sein solle. Beispielsweise die Journalistin Sabina Matthay bezweifelt, dass es ausreiche, sich selbst zu ermächtigen, wenn Instrumentarien wie Mandat und Ansehen fehlten. Übereinstimmend wird das Buch als empowernder Aufruf an Frauen interpretiert, sich die Macht zu nehmen.